# 真如密
真如密（しんにょみつ）とは、真言宗に伝わる密教のことであり、伊藤真乗の功績を顕揚するために1997年に真如三昧耶流によりできた法流である。
伊藤真乗は、修験道の流れを汲む恵印法流を在家法流、醍醐寺三宝院に伝わる三宝院流を出家法流として位置づけ、やがて、出家を基盤とした在家仏教としてそれらを束ね、涅槃経の精神と密教の精神とを力に込めた、独自の法流「真如三昧耶流（しんにょさんまやりゅう）」を創始した。真言宗醍醐派総本山醍醐寺においても日本には、台密、東密、真如密の三密が存在すると正式に認めており、1997年、この法流を顕彰する「真如三昧耶堂」が建立されている。
また、本尊を釈迦如来とし、法華・涅槃経典を中心におくところから、「真如密」は天台密教にも近く、真如三昧耶流の特異性があり、涅槃経の根底にある一切衆生悉有仏性は修験道とも通じている。
不動明王は真言密教（東密）の流れをくみ、十一面観音は天台密教（台密）と縁が深く、そこに真如密教（真如密）の涅槃仏を祀ることにより、「東密・台密・真如密の日本三密」が成就している。